# بحران ریزگردهای استان خوزستان

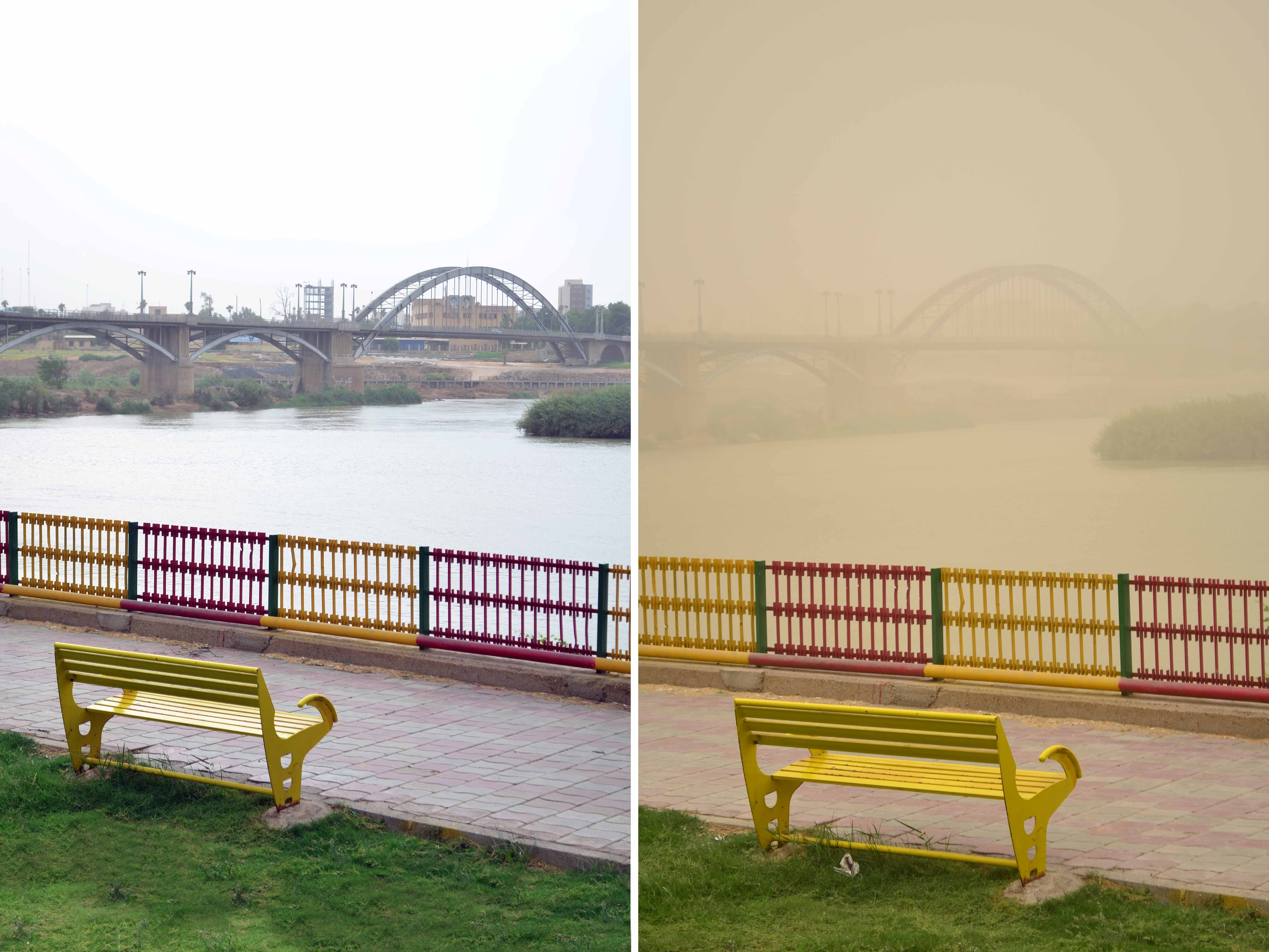
ساحل کارون و پل سفید، پیش و پس از گردوخاک در شهر اهواز، ۲۱ مهر ۱۳۹۳ خورشیدی

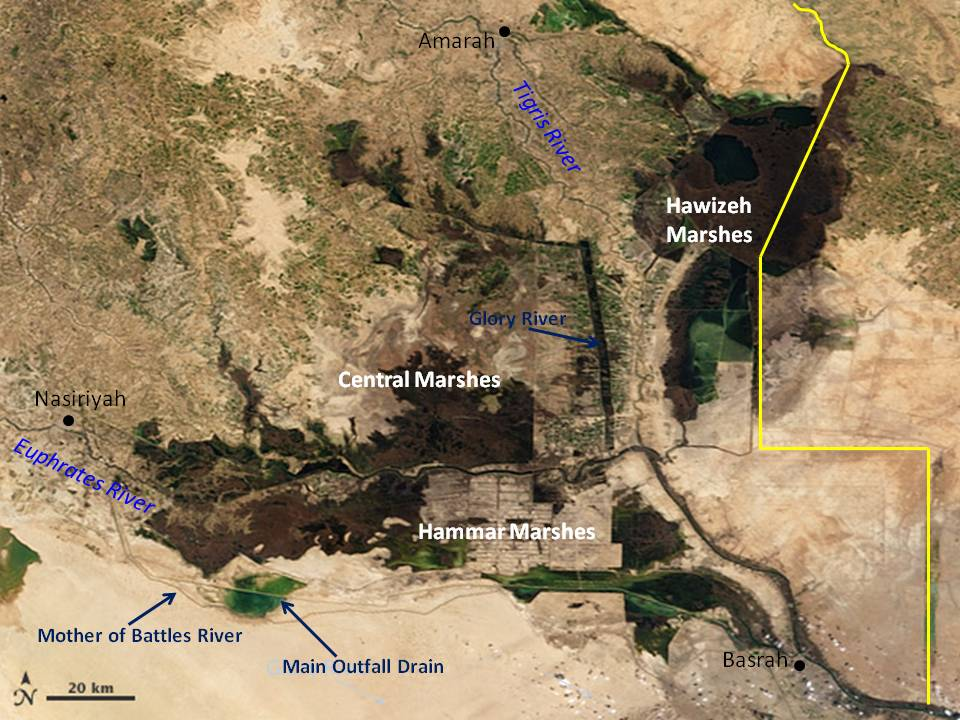
تالاب‌هایی که بر اثر انتقال آب در سال‌های اخیر در جنوب شرقی عراق خشک شده‌اند.

بحران ریزگردهای خوزستان یک بحران زیست‌محیطی است که در استان خوزستان وجود دارد. در حال حاضر، کانون اصلی تولید این ریزگردها، ریزگردهایی است که از کشورهای همسایه از جمله عراق وارد خاک ایران می‌شوند که شرایط را تشدید کرده‌اند. بخش‌های جنوبی تالاب هورالعظیم در ایران و نابودی تالاب‌های بین‌النهرین در عراق کانون‌های اصلی تولید ریزگردها هستند. گردوغبارها و ریزگردها در چند سال اخیر در ایران افزایش یافته‌اند که علت آن خشک شدن تالاب‌های ایران و عراق است. با انتقال آب و خشک شدن بیش از ۲ میلیون هکتار از تالاب‌های عراق و بیش از ۴۰ درصد تالاب‌های خوزستان، این تالاب‌ها تبدیل به کانون ریزگرد شده و یکی از راهِ حل‌ها برای حلّ این معضل، احیای تالاب‌ها است. مقابله با ریزگردها راهکار کوتاه مدت ندارد و نیازمند مقابله‌ای چندین‌ساله است.

## تاریخچه

از میان رفتن باتلاق بین‌النهرین، ۲۰۰۰ تا ۲۰۰۹ میلادی

ریزگردها به‌صورت موردی از سال ۱۳۸۲ خورشیدی در اهواز دیده شده و از سال ۱۳۸۴ به صورت جدّی افزایش پیدا کرد و اوج آن بین سال‌های ۸۷ تا ۸۹ خورشیدی بود. در کشور عراق ۲٫۵ میلیون هکتار مساحت تالابی وجود دارد که تا سال ۱۳۷۹ خورشیدی و پس از جنگ خلیج فارس، چیزی در حدود ۱٫۵ تا ۲ میلیون هکتار از این تالاب‌ها خشک یا کاربری تالابی خود را از دست دادند. سازمان ملل در همان سال ۲ موضوع را به عنوان بزرگ‌ترین فاجعه زیست‌محیطی جهان معرفی کرد که یکی از آن‌ها خشکی تالاب‌های بین‌النهرین بود. در سال ۱۳۸۶ خورشیدی، خشکسالی به اوج خود رسید و سبب خشکی بخش عمده‌ای از تالاب‌های شادگان و هورالعظیم شد.

## عوامل ایجاد
مسئولان محیط زیست و کارشناسان این حوزه، منشأ اصلی این بحران را خشک‌شدن بخش بزرگی از تالاب هورالعظیم می‌دانند. دو سوم این تالاب در کشور عراق و یک سوم آن در ایران واقع است. علاوه بر تغییرات آب‌وهوایی منطقه، عوامل دیگری نیز به خشک شدن بخش بزرگی از این تالاب انجامیده‌است. در عراق تخلیه بخش‌هایی از باتلاق در ۱۹۵۰ میلادی آغاز شد و تا ۱۹۷۰، برای گرفتن زمین برای کشاورزی و اکتشاف نفت ادامه داشت. با این حال، در اواخر ۱۹۸۰ و ۱۹۹۰، در دوران ریاست جمهوری صدام حسین، این کار گسترش یافت و به اخراج مسلمانان شیعه از تالاب انجامید، چرا که او تصور می‌کرد گروه‌های مسلحی در این مکان زندگی می‌کنند. تا سال ۲۰۰۳ و سقوط صدام که آب دوباره به این منطقه باز شد، بیشتر از نود درصد این تالاب خشک شده‌بود. همچنین برخی کارشناسان محیط زیست علت خشک شدن بخشی از این تالاب را حفاری‌های وزارت نفت ایران می‌دانند.
معصومه ابتکار، رئیس سازمان حفاظت محیط زیست، نیز منشأ بخشی از این ریزگردها را سرزمین‌های عراق معرفی کرد. این در حالی است که سازمان هواشناسی ایران با تجزیه و تحلیل داده‌های دیدبانی منطقه، منشأ گرد و خاک را داخلی دانسته و مکان خیزش گرد و خاک را بخش‌های جنوبی استان خوزستان معرفی می‌کند. در این گزارش آمده‌است: «همان‌گونه که نقشه‌های تاوایی نشان می‌دهد، گرد و خاک تولید شده در سطح زمین، در حد واصل بین هسته تاوایی مثبت و منفی جابجا می‌شود و این مطلب مؤید این است که منشأ گرد و خاک نمی‌تواند از عراق باشد.»
در بهمن ۱۳۹۶ خورشیدی، رئیس سازمان هواشناسی استان خوزستان گفت: کانون ۶۵ تا ۷۰ درصد از گرد و خاک استان خوزستان، در خارج از سرزمین ایران و کانون حدود ۳۰ درصد دیگر، در داخل سرزمین ایران است. وی افزود: گرد و خاک ناشی از کانون‌های داخلی به سرعت به ما می‌رسد و غلظت بیشتری دارد ولی چون گرد و خاک‌های با منشأ داخلی، عمدتاً از ذرات درشت تشکیل شده‌است، این نوع از گرد و خاک ماندگاری کمتری دارد.

## مهار
طرح‌ها و اقدامات دولت ایران در مهار ریزگردها چندان موفق نبوده‌است. سال ۱۳۹۲، ۱۸ نماینده استان خوزستان در مجلس شورای اسلامی در اعتراض به کمبود بودجه برای مهار ریزگردها استعفا دادند.
راهکار مقابله با ریزگردهای خوزستان جلوگیری از انتقال آب سرشاخه‌های رودهای خوزستان و جلوگیری از سدسازی‌های افراطی برقابی است، نه مالچ پاشی ماسه زارهایی که اصلاً کانون ریزگرد نیستند. مالچ پاشی باعث از میان رفتن علوفه و گیاهان منطقه ماسه زارها و به دنبال آن نابودی تنوع زیستی منطقه می‌شود و فاجعه است.

## بحران زیست‌محیطی
این بحران باعث شده‌است شهر اهواز مرکز این استان از سوی سازمان بهداشت جهانی به عنوان یکی از آلوده‌ترین شهرهای جهان شناخته شود که باعث مشکلات تنفسی ساکنان این شهر شده‌است. احتمال آلوده بودن این ریزگرد به مواد رادیواکتیو نگرانی‌های گسترده‌ای در مورد تأثیر این پدیده بر سلامت شهروندان به‌وجود آورده‌است. سالانه حدود ۲۲ هزار نفر در استان خوزستان به دلیل مشکلات ناشی از آلودگی هوا و ریزگردها به بیمارستان و مراکز درمانی مراجعه می‌کنند. در آبان ۱۳۹۴ در پی بارش باران اسیدی در این استان، برای صدها نفر مشکلات تنفسی پیش آمد که آنان را به بیمارستان کشانده و به بستری‌شدن بیش از یکصد نفر منجر شد.
در برخی از روزهای سال میزان گرد و غبار در آبادان ۲۲۵، اندیمشک ۱۲۷، سوسنگرد ۷۶۷، امیدیه ۶۵۴، بهبهان ۵۸۹، گتوند ۱۶۶ و شوش ۴۶۰ میکروگرم بر مترمکعب گزارش شده‌است، این در حالی است که میزان آلایندگی استاندارد ۱۵۰ تا ۲۵۰ میکروگرم بر مترمکعب است. شدت ریزگردها در اهواز به اندازه‌ای است که از نهایت قدرت سنجش آنالایزرهای سازمان محیط زیست ایران بیشتر است.

## پیامدها
تعطیلی مدارس، تعطیلی ادارات، قطعی برق، قطعی آب و اختلال در تنفس از جمله مشکلاتی است که مردم خوزستان با ریزگردها تجربه کرده‌اند. همچنین انواع بیماری‌های آلرژی و حساسیت‌های تنفسی که باعث بروز عطسه، سردرد و آبریزش می‌شوند.

### نیمه‌تعطیل شدنِ شهر اهواز در پیِ آلودگی هوا
با قطع آب و برق خوزستان به حالت نیمه تعطیل درآمد. از نخستین ساعت‌های بامداد شنبه، ۲۳ بهمن ۱۳۹۵ خورشیدی، آب و برق در اغلب شهرهای بزرگ خوزستان قطع شد و مراکز آموزشی و اداره‌ها تعطیل شدند. گردوغبار شدید و رطوبت زیاد علت این وضعیت اعلام شد. در پیِ آن، جمعی از مردم اهواز در اعتراض به شرایط سخت و روزهای بحرانی اخیر خوزستان در اهواز به مدت چهار روز در مقابل استانداری تجمع کردند. در این تجمع مردم با بیان شعارهایی و در دست داشتن پلاکاردهای اعتراضی، اعتراض خود را به وضعیت قطعی آب و برق، نبود مدیریت مناسب در شرایط آلودگی هوا و در شرایط بحرانی خوزستان و عملکرد ضعیف رئیس سازمان محیط زیست در رسیدگی به موضوع ریزگردها و بحث انتقال آب، اعلام و خواستار رسیدگی سریع به این موضوعات شدند. این قدر ضعیف عمل کرده‌اند که حتی نمی‌توانند ان را پیش‌بینی کنند. به دفعات پیش آمده که شرایط جوی در ابتدای صبح خوب بوده و مردم به کارها آمده اند و مدارس دائر شده‌اند اما بعد از ساعتی و به ناگهانی شرایط بهم خورده و باد و گرد و غبار شده و متولیانش گفته‌اند که نمی‌شده آنها را پیش‌بینی کنیم چون مثلاً منبع داخلی از اطراف مانند رامهرمز و رامشیر و سوسنگرد و امثالهم را دارد ولی اگر منشأ عراق داشته باشد در مدل‌ها و نقشه‌ها قابل ردیابی و پیش‌بینی هست. با وجود اینکه بیش از ۱۰ سال از شروع این پدیده می‌گذرد مردم هنوز با ان دست به گریبانند مانند همین امروز سی ام آبان ۱۳۹۶ هجری شمسی که پیش‌بینی بارندگی شده بود اما با آمدن باد تبدیل به خاک انهم ۵۲ برابر حد مجاز آلایندگی و با برخورد ۱۲ ماشین و کشته شدن دو نفرو مجروح شدن بیش از ۸ نفر شده‌است

### ۷۰۳ مرگ در خوزستان به دلیل ریز گردها
یک مقام پزشکی خبر داد که در سال ۱۳۹۹ تعداد ۷۰۳ نفر به دلیل ذرات معلق در اهواز فوت کرده‌اند. رییس اداره هواشناسی آبادان گفت که دید افقی در خرمشهر و آبادان و خرمشهر در جمعه ۱۳ اسفند ۱۴۰۰ به ۱۰۰ متر رسیده است.

### تشدید «آلودگی هوا» در خوزستان «هزار نفر» را روانه بیمارستان‌ها کرد
یکی از مقامات دانشگاه علوم پزشکی جندی شاپور اهواز، روز پنج‌شنبه ۱۱ آبان ۱۴۰۲، گفت که به علت شدت آلودگی هوا، کلیه بیمارستان‌های مربوط به دانشگاه علوم پزشکی اهواز در آماده باش کامل قرار گرفتند و در مدت ۷۲ ساعت گذشته به دلیل آلودگی هوا بیشتر از هزار نفر دچار مشکلات قلبی و تنفسی شده و به بیمارستان‌های تابعه این دانشگاه مراجعه کرده‌اند.

### وضعیت نارنجی آلودگی هوای خوزستان
بر اساس گزارش مرکز پایش کیفی هوای کشور، روز ۱۳ دی ۱۴۰۲ شاخص کیفت آلودگی هوا در شهر‌های هندیجان ۱۶۶ و اندیمشک و دزفول ۱۵۳ رسید که علامت قرمز ناسالم بودن هوا برای تمامی گروه‌های سنی است.

### هوای ناسالم با وضعیت قرمز در شهرهای خوزستان
بنا‌بر گزارش رسانه‌ها در ایران، شنبه ۲۳ دی شاخص کیفیت هوا در شهر‌های شوشتر ۱۵۵، اهواز ۱۶۵،  اندیمشک ۱۵۱، دزفول ۱۴۲، ماهشهر ۱۴۱، شادگان ۱۱۳، سوسنگرد۱۵۲، بهبهان ۱۱۱ و آبادان به ۱۰۷  رسید که نشان دهنده ناسالم بودن هوا برای تمامی گروه‌های سنی است.

### شرایط خطرناک ریزگردها در هوای امروز کارون و اهواز
بنابر گزارش مرکز پایش کیفی هوای کشور، روز ۲۴ دی‌ماه شاخص کیفیت هوا با وجود ریزگردهای ۱۰ میکرونی در  ایستگاه نیوساید در اهواز، در ایستگاه کارون ۵۰۰، در ایستگاه پادادشهر اهواز و ایستگاه شرکت ملی حفاری در اهواز ۳۹۵ میکروگرم بر مترمکعب بود که نشانه وضعیت "خطرناک" و بیش از سه برابر حد مجاز بوده است.